# Dipsocoromorpha

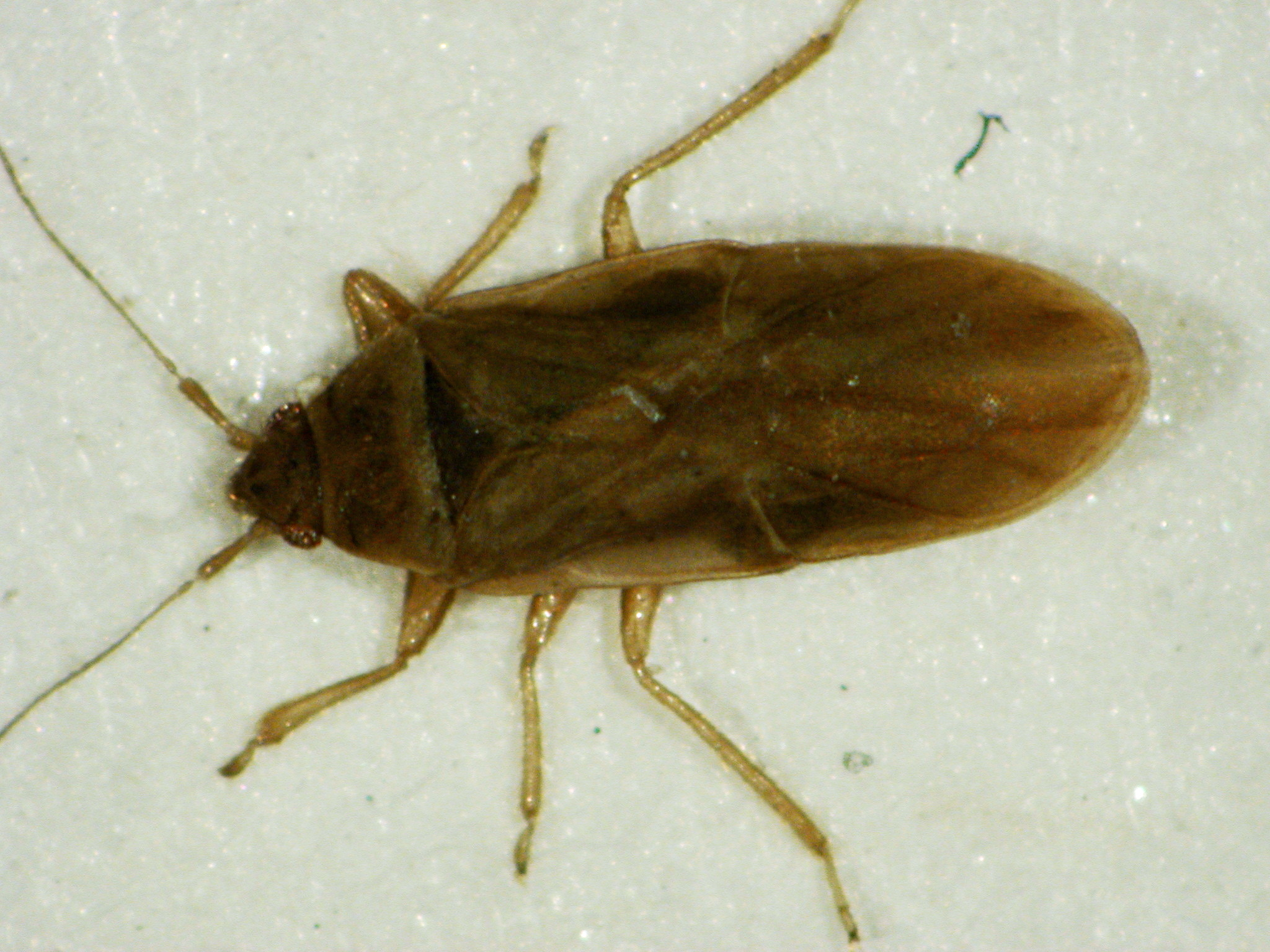
Art der Gattung Cryptostemma

Die Dipsocoromorpha sind eine Teilordnung der Wanzen (Heteroptera). Die Verwandtschaftsgruppe umfasst weltweit nur etwa 200 beschriebene Arten.

## Verbreitung
Der Schwerpunkt der Artenvielfalt dieser Teilordnung liegt in den Tropen und man nimmt an, dass hier noch viele bisher unentdeckte Arten zu erwarten sind. Nur wenige Vertreter dringen bis in die gemäßigten Klimazonen vor.

## Merkmale und Lebensweise
Unter den Dipsocoromorpha finden sich die kleinsten Wanzen mit weniger als 0,5 Millimetern Körpergröße. Sie erreichen maximal etwa 4 Millimeter Länge. Es sind weichhäutige, düster gefärbte Insekten mit kaum sklerotisierten, ursprünglich gebauten Vorderflügeln. Kurzflügelige (brachyptere) Formen überwiegen, langflügelige (makroptere) Individuen, meist Weibchen, sind selten. Im äußeren Erscheinungsbild ähneln sie daher den übrigen Wanzenarten kaum. Die Genitalien der Männchen sind ebenso vom üblichen Bau stark abweichend. Das dritte und vierte Glied der Fühler ist fadenförmig und gefiedert; das erste und zweite ist sehr dick.
Die Vertreter dieser Wanzengruppe führen eine versteckte Lebensweise in den obersten Bodenschichten innerhalb der Streu und im Moos an feuchten und schattigen Standorten. Sie werden nur selten gefangen, weswegen ihre Lebensweise und Verbreitung kaum bekannt ist. Sie scheinen allesamt unspezialisierte Räuber zu sein.

## Systematik
Die Monophylie der sieben Teilordnungen der Wanzen wurde aufgrund molekularer Phylogenie in einer Multigen-Studie aus dem Jahr 2012 bestätigt. Diese zeigte, dass die Dipsocoromorpha mit der Teilordnung der Gerromorpha nächst verwandt ist.
In Europa sind 11 Arten in zwei Familien nachgewiesen:
- Teilordnung: Dipsocoromorpha
  - Überfamilie: Dipsocoroidea
    - Familie: Ceratocombidae
    - Familie: Dipsocoridae

## Belege